# Ah, Wilderness! (film)
Ah, Wilderness! is een Amerikaanse filmkomedie uit 1935 onder regie van Clarence Brown. Het scenario is gebaseerd op het gelijknamige toneelstuk uit 1933 van de Amerikaanse auteur Eugene O'Neill.

## Verhaal
De middelbare scholier Richard Miller heeft al zijn kennis over de wereld uit dikke boeken. Hij kan niet wachten om de echte wereld te verkennen. Zijn bezorgde vader drukt hem op het hart dat hij voorzichtig moet zijn. Zijn rebelse oom daarentegen raadt hem aan om van het leven te genieten. Hij besluit op de lappen te gaan met een meisje van plezier.

## Rolverdeling
| Acteur           | Personage       |
| ---------------- | --------------- |
| Wallace Beery    | Sid Miller      |
| Lionel Barrymore | Nat Miller      |
| Aline MacMahon   | Tante Lily      |
| Eric Linden      | Richard Miller  |
| Cecila Parker    | Muriel McComber |
| Spring Byington  | Essie Miller    |
| Mickey Rooney    | Tommy Miller    |
| Charley Grapewin | Dave McComber   |
| Frank Albertson  | Arthur Miller   |
| Edward J. Nugent | Wint Selby      |
| Bonita Granville | Mildred Miller  |
| Helen Flint      | Belle           |
| Helen Freeman    | Juffrouw Hawley |